# NBA-Draft 1956
Der NBA-Draft 1956 fand am 30. April in New York City statt. Der berühmteste Spieler dieses Drafts war Bill Russell von der University of San Francisco. Der Draft bestand aus 12 Runden. Tom Heinsohn wurde als Territorial Pick von den Boston Celtics gedraftet, die später auch die Rechte an Bill Russell durch einen Trade mit den St. Louis Hawks bekamen. In diesen Trade war auch der spätere All-Star „Easy“ Ed Macauley verwickelt.

## Draft Picks nach Team

### Boston Celtics
- Tom Heinsohn College of the Holy Cross
- K.C. Jones University of San Francisco
- George Linn University of Alabama
- Dan Swartz Morehead State University
- Bill Logan University of Iowa
- Don Boldebuck University of Houston
- O’Neal Weaver Midwestern State University
- Vic Molodet North Carolina State University
- Jim Houston Brandeis University
- Theophileus Lloyd University of Maryland

### Fort Wayne Pistons
- Ron Sobie DePaul
- Bob Kessler Maryland
- Bill Thieben Hofstra
- Charles Slack Marshall
- Joe Lieber Holy Cross
- John Schlimm John Carroll
- Bruce Harris Tennessee Polytechnic

### Minneapolis Lakers
- Jim Paxson, Sr. Dayton
- Terry Rand Marquette
- Jerry Bird Kentucky
- Lloyd Aubrey Notre Dame
- Bill Reigel McNeese State
- Phil Jordon Whitworth
- John Barber Cal State–Los Angeles
- Sam Jones North Carolina College
- Jim Springer Gustavus Adolphus
- Phil Grawmeyer Kentucky
- Robert Hodgson Wichita
- Carl Widseth Tennessee
- John Patzwald Gustavus Adolphus
- Elgin Baylor Seattle

### New York Knicks
- Ronnie Shavlik North Carolina State
- Gary Bergen Utah
- Jerry Harper Alabama
- Ronnie Mayer Duke
- Joe Sexton Purdue
- Pat Dunn Utah State
- Jack Adams Eastern Kentucky
- Art Bunte Utah
- Dick Miller Wisconsin
- Howard Crittendon Murray State Teachers
- Dick Miani Miami (FL)
- Ed Petrie Seton Hall
- Tony Roybal New Mexico

### Philadelphia Warriors
- Hal Lear Temple
- Phil Rollins Louisville
- Bevo Francis Rio Grande
- Phil Wheeler Cincinnati
- Joe Belmont Duke
- Mickey Winograd Duquesne
- John Fannon Notre Dame
- Max Anderson Oregon
- Ronald Clark Springfield

### Rochester Royals
- Sihugo Green Duquesne University
- Bob Burrow Kentucky
- Dave Piontek Xavier (OH)
- John McCarthy Canisius
- Bill Uhl Dayton
- Kevin Thomas Boston
- Carl Cain Iowa
- Clayton Carte Oklahoma A&M
- Dan Mannix St. Francis (NY)
- Jerry Moreman Louisville
- Gene Carpenter Texas Tech

### St. Louis Hawks
- Bill Russell San Francisco
- Willie Naulls UCLA
- Darrell Floyd Furman
- Robin Freeman Ohio State
- Norman Stewart Missouri
- Dave Plunkett Cincinnati
- Julius McCoy Michigan State
- Morris Taft UCLA
- Jim Reed Texas Tech
- Hershel Pederson Brigham Young
- Wally Choice Indiana
- Ed Huse Wyoming
- Arthur Helms Houston
- Junior Morgan Duke

### Syracuse Nationals
- Joe Holup George Washington
- Paul Judson Illinois
- Forest Able Western Kentucky
- Swede Halbrook Oregon State
- Jim Ray Toledo
- Jim McLaughlin St. Louis
- Jess Roh Idaho State
- Chester Webb Georgia State Teachers
- Dick Julio New Bedford State
- Bob Hopkins Grambling
- Willie Bergines West Virginia
- Dick Kenyon LeMoyne
- Milt Graham Colgate
- Chuck Rolles Cornell